# Simulium liriense
Simulium liriense är en tvåvingeart som beskrevs av Rivosecchi 1961. Simulium liriense ingår i släktet Simulium och familjen knott.
Artens utbredningsområde är Italien. Inga underarter finns listade i Catalogue of Life.